# Равилиус, Эрик
Эрик Уильям Равилиус (англ. Eric William Ravilious; 22 июля 1903, Лондон, Великобритания — 2 сентября 1942, Кальдадарнес, Исландия) — британский художник, дизайнер, иллюстратор книг и гравер по дереву. Родился в Лондоне, вырос в Восточном Суссексе. Известен своими акварелями Саут-Даунс, в которых английский пейзаж и национальный колорит передаются с необычной модернистской чувственностью и ясностью. В годы Второй мировой войны служил военным художником и погиб в авиакатастрофе в Исландии.

## Биография
Равилиус родился 22 июля 1903 года на Черчфилд-роуд в Актоне (район на западе Лондонa), в семье Фрэнка Равилиуса и его жены Эммы (урождённой Форд). Когда он был ещё маленьким ребёнком, семья переехала в Истборн в Сассексе, где его родители владели антикварным магазином.
Равилиус получил образование в Истборнской гимназии. В 1919 году он поступил в Истборнский художественный колледж, а в 1922 году начал обучение в Школе дизайна Королевского художественного колледжа, где вскоре подружился с Эдвардом Боденом. С 1924 года учился у Пола Нэша, который поощряя увлечение Равилиуса ксилографией, был достаточно впечатлен его работами и предложил членство в Обществе ксилографов  в 1925 году, всячески помогая молодому художнику получать заказы.
В 1925 году Равилиус получил стипендию для путешествия в Италию и посетил Флоренцию, Сиену и города Тосканы. После этого он начал преподавать в Истборнской школе искусств, а с 1930 года в Королевском колледже искусств. В том же году он женился на художнице и гравере Эйлин Люси «Тирзе» Гарвуд. У них было трое детей: Джон Равилиус (1935–2014); фотограф Джеймс Рэвилиус (1939–1999); и Энн Ульманн (1941–), автор и редактор книг о своих родителях и их работе.
Между 1930 и 1932 годами Равилиус с женой жили в Хаммерсмите, на западе Лондона, где из окон их дома открывался вид на реку, где они купались и устраивали гонки на лодках. Когда Равилиус окончил RCA, то вместе со своим другом Боуденом переселился в Грейт-Бардфилд и начал исследовать сельскую местность Эссекса в поисках сюжетов для рисования. Вначале, до 1934 года, Равилиус и Гарвуд жили в одном доме с  Боуденом  и его женой Шарлоттой Эптонгод, но затем арендовали дом в замке Хедингем.
Свою первую персональную выставку Равилиус провёл в ноябре 1933 года в галерее Цвеммер в Лондоне под названием «Выставка акварельных рисунков», где были проданы 20 из 37 выставленных работ. Вторая выставка, проведенная там же в феврале 1936 года, снова она имела успех: 28 из 36 выставленных работ были проданы. Третья персональная выставка Равилиуса прошла в галерее Arthur Tooth & Sons в 1939 году.
Ещё до начала Второй мировой войны Равилиус поддерживался антифашистских настроений, в частности предоставлял в 1937 году свои работы на выставку «Художники против фашизма». Равилиус был активным участником кампании Международной ассоциации художников по поддержке республиканцев в Гражданской войне в Испании.
С началом войны он собрался идти солдатом в армию, но поддавшись уговорам друзей передумал и присоединился Королевскому корпусу наблюдателей (Royal Observer Corps) в Хедингеме. Затем в декабре 1939 года  принят штатным художником в Комитет военных художников (War Artists' Advisory Committee) и получил звание почетного капитана Королевской морской пехоты.
Будучи причисленным к Адмиралтейству, он начал службу в  феврале 1940 года на верфи Чатем. Находясь там, он рисовал корабли у пристани, воздушные шары заграждения и различные береговые сооружения. Два моряка, нарисованных Равилиусом, позже были награждены крестом «За выдающиеся заслуги».
24 мая 1940 года Равилиус отплыл в Норвегию на борту HMS Highlander, который сопровождал HMS Glorious, и силы, отправленные для захвата Нарвика. По возвращении из Норвегии Равилиус был отправлен в Портсмут, где он рисовал интерьеры подводных лодок в Госпорте и береговую оборону в Ньюхейвене.
После того, как в апреле 1941 года родился третий ребёнок Равилиуса, семья переехала из Грейт-Бардфилда на ферму Айронбридж недалеко от Шалфорда, Эссекс. Арендная плата за эту ферму выплачивалась частично наличными, а частично картинами, которые являются теми немногими частными работами Равилиуса выполненными во время войны. В октябре 1941 года Равилиус перебрался в Шотландию, проведя шесть месяцев в Дувре. В Шотландии Равилиус сначала останавливался с Джоном Нэшем и его женой в их коттедже на заливе Ферт-оф-Форт, где рисовал суда морского конвоя с сигнальной станции на острове Мэй и гидросамолёты на авиабазе в Данди.
В начале 1942 года Равилиус был отправлен в Йорк, но когда его жена заболела, то ему было разрешено отправиться на ближайшую к дому базу Королевских ВВС и быть там до её выздоровления. В то время он начал регулярно летать на «Тайгер Мот» с базы Королевских ВВС в Sawbridgeworth и делать наброски в полете из задней кабины самолёта.
На борту Lockheed Hudson Mk III 28 августа 1942 года Равилиус прилетел в Рейкьявик в Исландии, а затем направился в Кальдадарнес на базу Королевских ВВС. В день его прибытия, 1 сентября, один из Lockheed Hudson 48-й эскадрильи Королевских ВВС не вернулся из патруля. На рассвете следующего утра на поиски пропавшего самолёта были отправлены три самолёта, и Равилиус решил присоединиться к одному из экипажей. Самолёт, на котором он находился, также не вернулся, и после четырёх дней дальнейших поисков Равилиуса и экипаж из четырёх человек объявили потерянными в бою. Тело Равилиуса так и не было найдено. Память о Равилиусе увековечена на чатемском военно-морском мемориале, расположенном в городе Чатем (графство Кент, Великобритания).
В 1946 году вдова Равилиуса вышла замуж за англо-ирландского радиопродюсера Генри Суонзи.

## Творчество

### Гравюры и иллюстрации

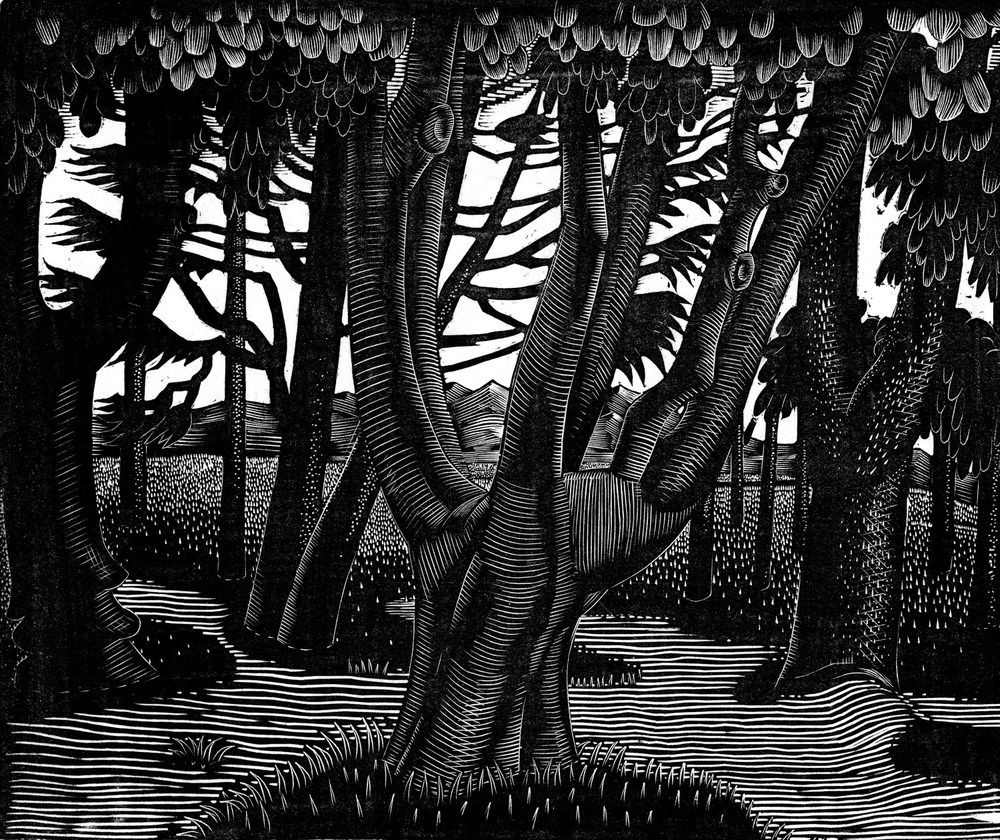
Ксилография "Лес за Флоренцией", 1925

При жизни Равилиус нарисовал более 400 иллюстраций и создал более 40 ксилографий для книг и журналов. Его первым заказом в 1926 году было проиллюстрирование романа для лондонского издательства Джонатана Кейпа. Затем он иллюстрировал для издательств Lanston Corporation, Golden Cockerel Press, Curwen Press и Cresset PressLanston. Его ксилография с изображением двух джентльменов викторианской эпохи, играющих в крикет, появлялась на обложке каждого выпуска альманаха Wisden Cricketers с 1938 года.
В середине 1930-х годов Равилиус занялся литографией, сделав оттиск гавани Ньюхейвен для схемы «Современные литографии» и набор полностраничных литографий, в основном интерьеров магазинов, для книги под названием High Street с текстом Дж. М. Ричардса. После своего похода на подводной лодке во время войны он сделал серию литографий о подводных лодках.

### Фрески
В 1928 году Равилиус, Боден и Чарльз Махони нарисовали серию фресок в Морли-колледже на юге Лондона, над которыми они работали в течение целого года. Их работы были описаны Дж. М. Ричардсом как «чёткие в деталях, чистые цвета, со странным юмором в их марионеточных фигурах» и «разительное отступление от традиций настенной живописи того времени», но были уничтожены бомбардировкой в 1941 году.
В начале 1933 года Равилиус и его жена писали фрески в отеле Midland в Моркаме, а в 1934 году Равилиосу было поручено нарисовать фрески на стенах чайной комнаты на пирсе Виктория в Колвин-Бэй. После частичного обрушения пирса фрески долго время считались невосстановимыми, но к марту 2018 года одна из фресок была частичто восстановлена и существует возможность спасти части из второй фрески. 

### Дизайнерские работы

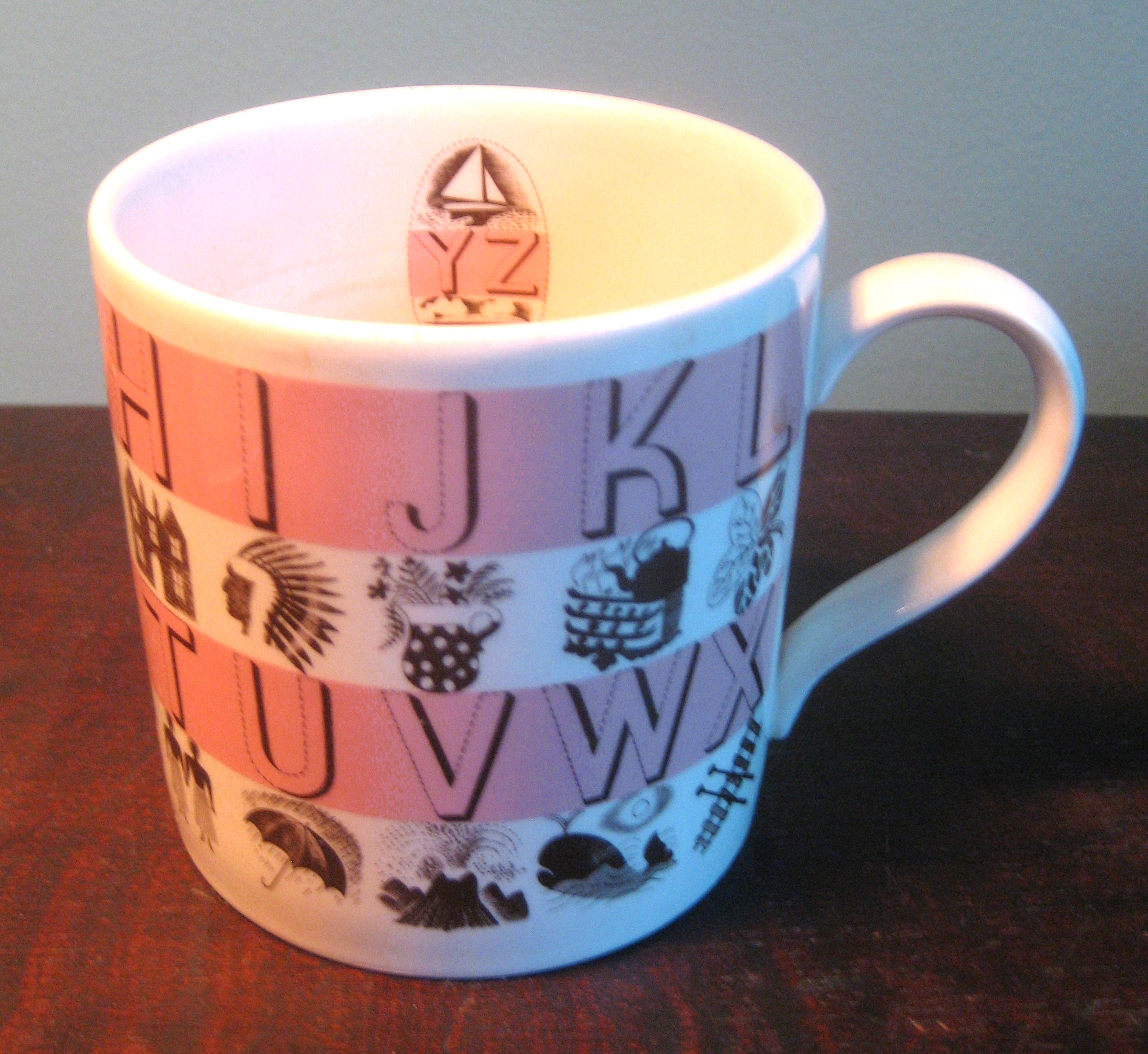
Кружка Alphabet, 1937

После успеха своей второй выставки Равилиус получил заказ на дизайн фаянсовой посуды от знаменитой британской фирмы Веджвуд. Его работа для них включала дизайн памятной кружки в ознаменование неудачной коронации Эдуарда VIII; внешний вид которой был пересмотрен к коронации Георга VI.
Среди других его дизайнерских работ можно отметить кружку Alphabet (1937), фарфоровые чайные сервизы Afternoon Tea (1938), Travel (1938) и Garden Implements (1939), а также кубок для Дня лодочных гонок в 1938 году. Выпуск посуды с дизайном от Равилиуса продолжался и в 1950-е годы, а дизайн памятной кружки для коронации был посмертно переработан к коронации Елизаветы II в 1953 году.
Равилиус также занимался дизайном стекла для Stuart Crystal в 1934 году, графической рекламой для лондонского транспорта и дизайном мебели для Dunbar Hay в 1936 году.

### Акварели

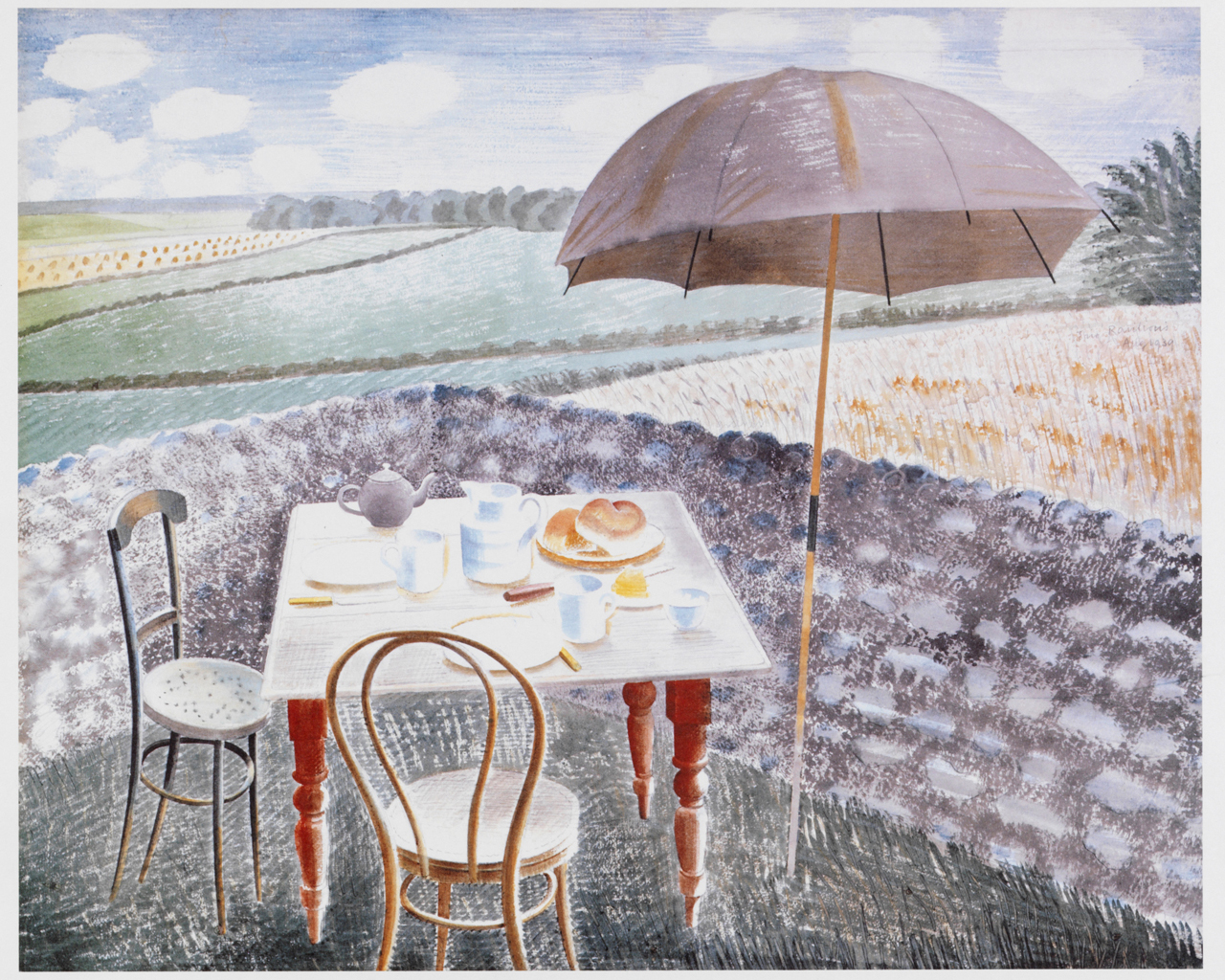
Чай в Ферлонге, 1939

За исключением коротких экспериментов с маслом в 1930 году, Равилиус рисовал почти исключительно акварелью. Особенно выделяются необычной модернистской чувственностью и ясностью его акварельные пейзажи меловых холмов Саут-Даунс вокруг Беддингема. Равилиус часто возвращался туда в поисках вдохновения и говорил, что "пребывание там полностью изменило моё мировоззрение и способ рисования, я думаю, потому что цвет пейзажа был таким прекрасным, а дизайн настолько красивым очевидным ... что мне просто пришлось отказаться от моих ксилографий". Некоторые из его известных работ, такие как «Чай в Ферлонге», были написаны именно там.

## Галерея

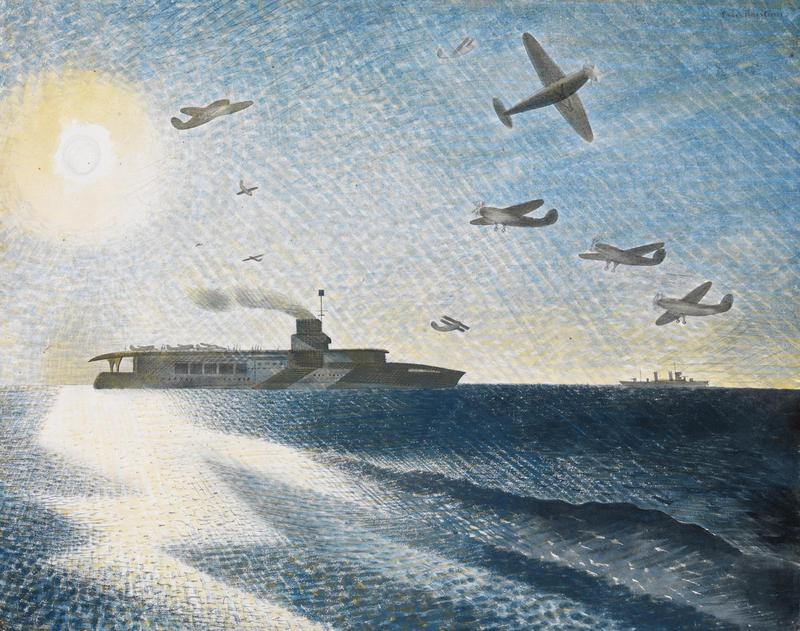
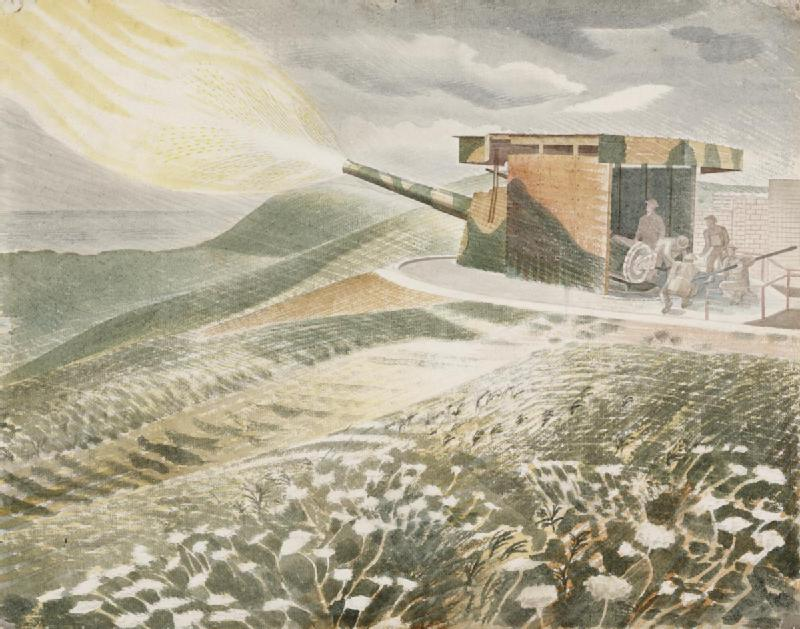
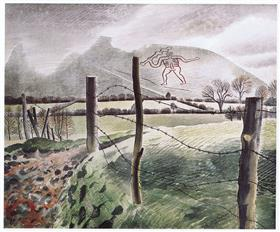
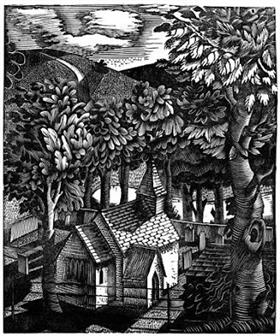
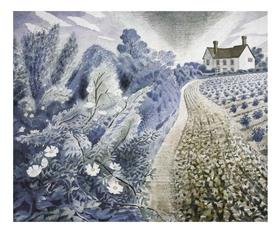
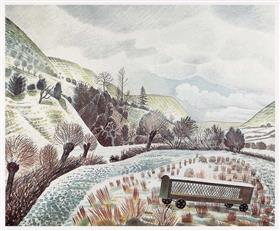
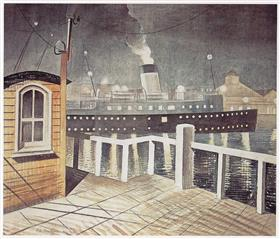
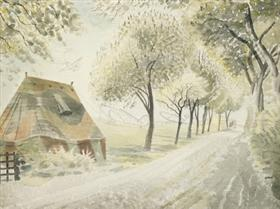
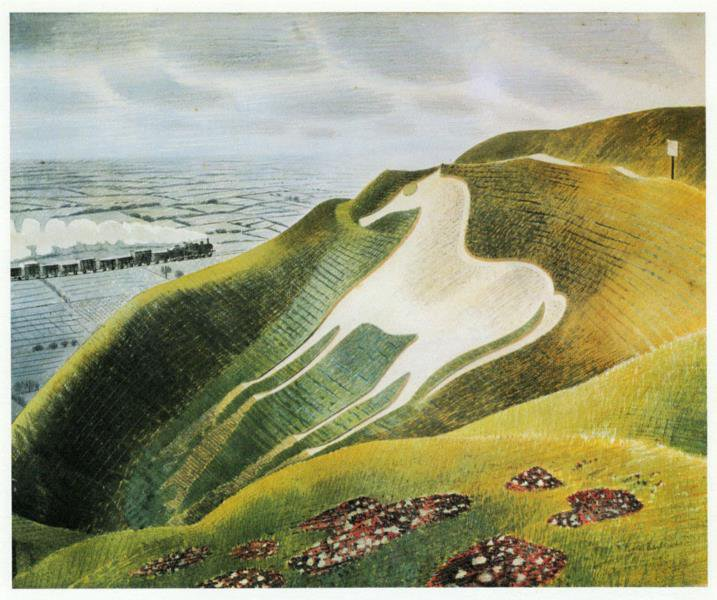
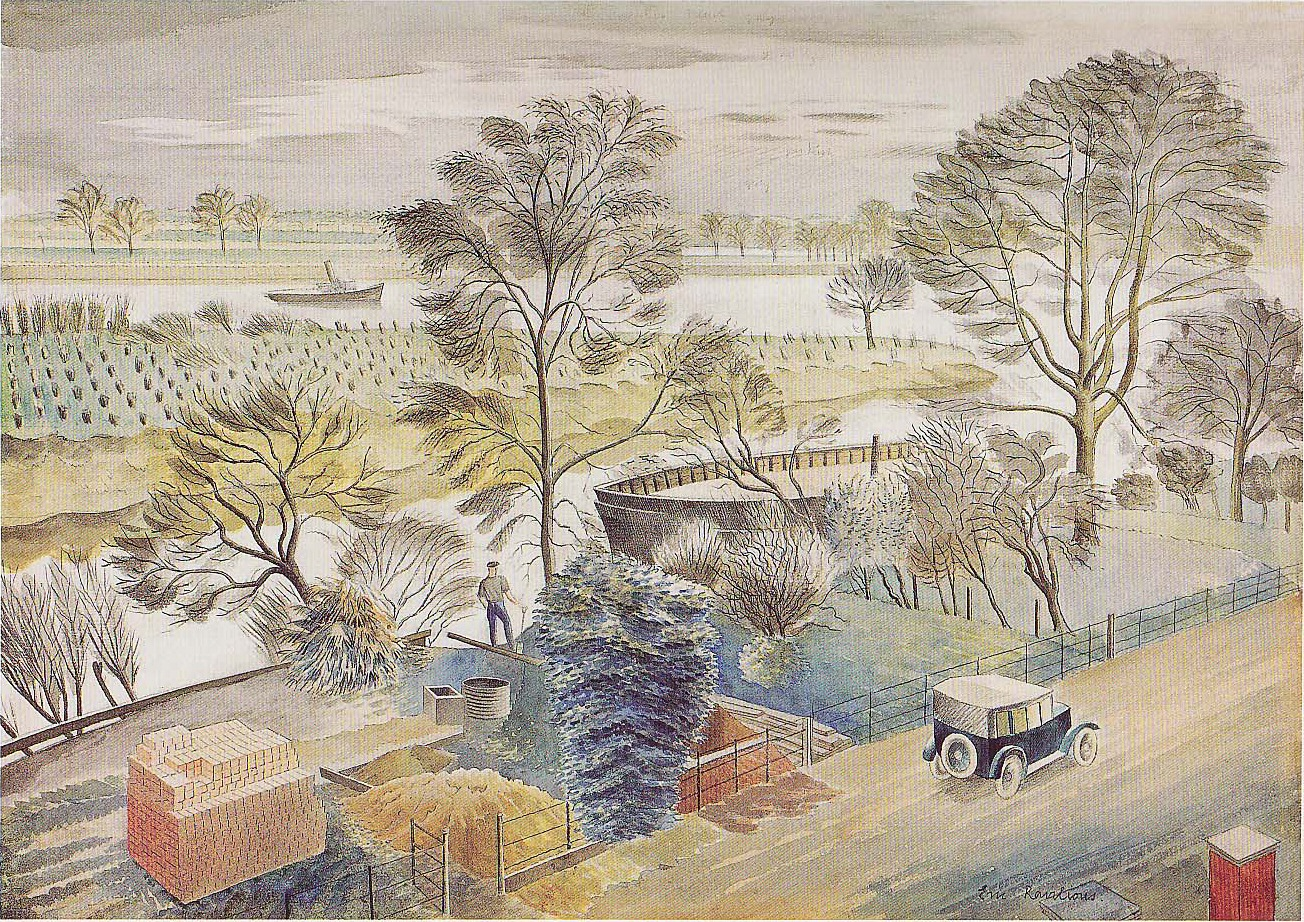